# ブリストル ブラバゾン
タイプ 167 ブラバゾン
1950年のブラバゾン
- 用途：旅客機
- 製造者：ブリストル飛行機
- 初飛行：1949年9月4日
- 生産数：2機（うち未完成機1機）
- 退役：1953年10月
- 運用状況：計画中止

ブリストル ブラバゾン（Bristol Type 167 Brabazon） はイギリスのブリストル飛行機が開発した大型旅客機である。
翼幅は70.1 mとボーイング747を越え、エアバスA380に迫る大型機であったが、航空会社からの発注がないまま、試作のみで計画は中止された。

## 計画
ブリストル社は1937年の始めから大型爆撃機の研究を進めており、1942年には超重爆撃機の開発計画（アメリカのコンヴェア B-36の仕様に近い）に応募して設計を行なった。結局、イギリス空軍はこの計画を中止したが、戦後の民間航空のニーズを研究したブラバゾン委員会が1943年に提示した「ブラバゾン報告書」で求めた中の一つである「大西洋を横断できる大型旅客機」のコンペにその設計を流用した案を応募、マイルズ・エアクラフトもX-15で応募していたが、戦時中に爆撃機を生産していた実績からブリストル社が選ばれ、国から2機の試作契約を得た。

## 開発

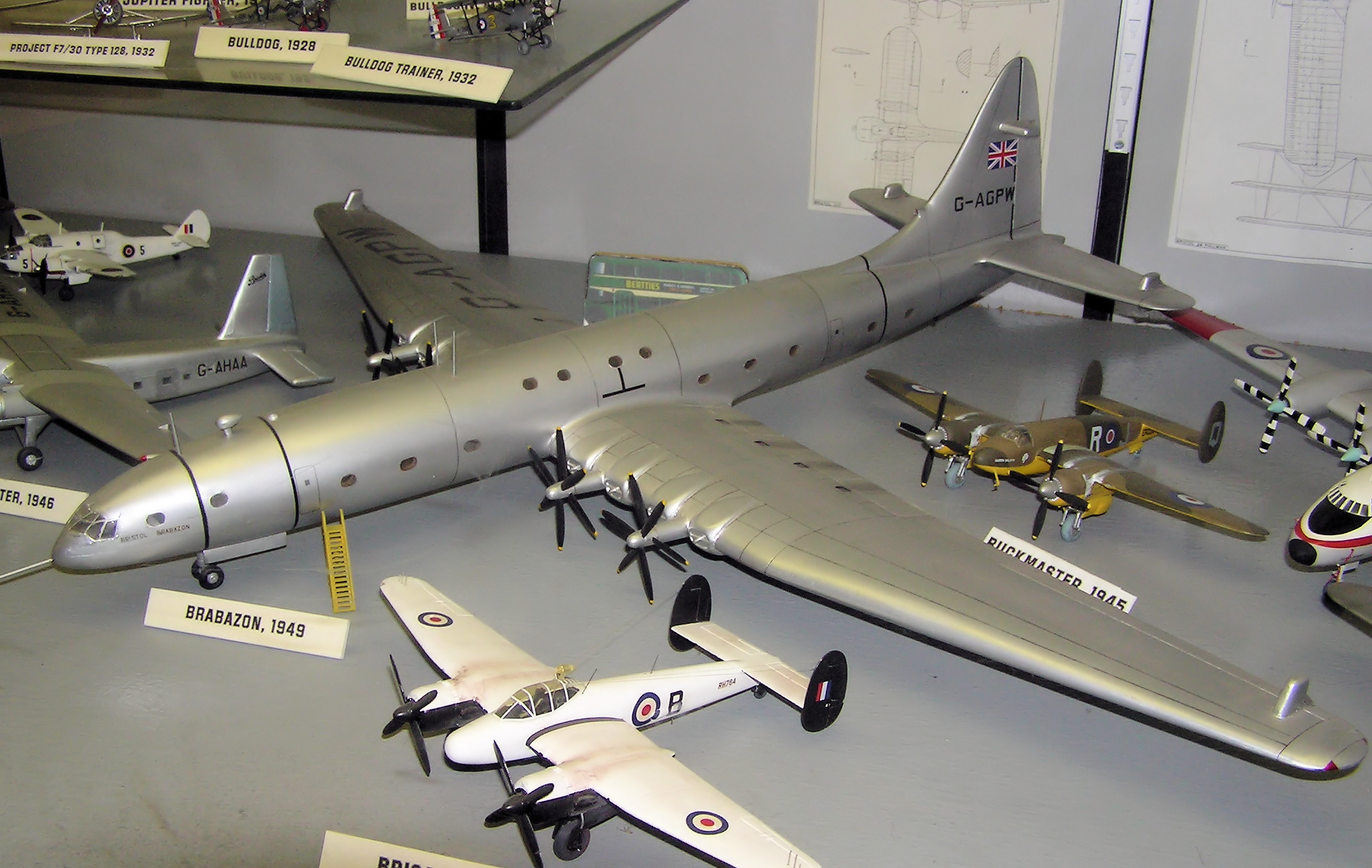
ブリストル産業博物館に展示されているブラバゾンの模型

「タイプ 167」の名称で決定した設計案は、2基のレシプロエンジンで二重反転式プロペラの前後それぞれの軸を駆動するユニットを4セット搭載した重連複合4軸8発機を主翼内に格納、機体は全長約50m、翼幅70mとイギリスで開発された航空機としては過去最大級の大きさであった。さらにブラバゾン報告書は「大西洋横断の旅客となるのは富裕層のみである」と予測していたため、広々とした豪華な客室と充実した旅客設備により、旅客収容能力は60人から80人と大きさの割に少ない機内設計となった。
この設計案に基づく機体は計画の元となった報告書及び報告書を作成した委員会の長の名前から、「ブラバゾン」と呼ばれることとなり、試作機は1945年から製作が始められ、この巨大な飛行機を組立てるための工場の拡張と、飛行場の滑走路の延長にも多大な予算が使われた。
完成したブラバゾンの試作機は1949年9月4日に初飛行し、複雑な構造の駆動装置の不調に悩まされたものの所定の性能を達成した。しかし、ブラバゾンのコンセプトであった、「空飛ぶ豪華客船」としての、「上流階層向け超高級旅客機」は、航空機による大量輸送を予想していた航空会社の関心を惹くことができなかった。結局、ブラバゾンに対して発注を打診した航空会社はなく、1機だけの試作機も未完成の2号機とともに1953年10月にはスクラップとして処分された。
結果としてブラバゾンの開発計画は壮大な予算の無駄遣いとなったが、計画のために行われたインフラの整備はその後のイギリスの航空機開発計画に多大な利益をもたらした、とも考えられる。

## 要目

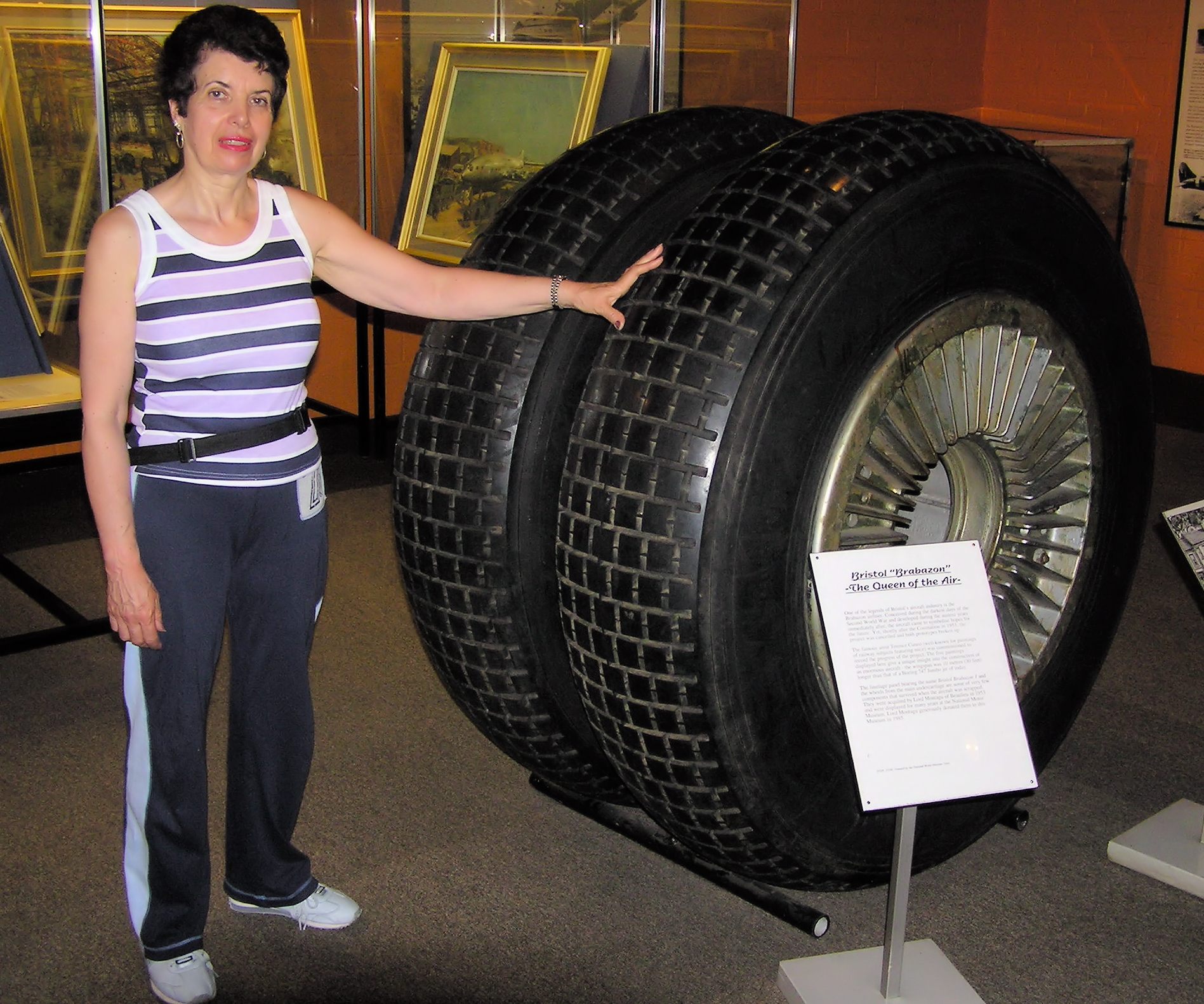
ブリストル産業博物館に展示されているブラバゾンの主脚車輪

- 全長：53.95 m
- 翼幅：70.1 m
- 全高：15.24 m
- 翼面積：403.95 m2

- 空虚重量：65,816 kg
- 最大離陸重量：131,542 kg

- エンジン：ブリストル セントーラス　8基
  - 出力：2,650　hp

- 最高速度：483 km/h
- 最大巡航速度：402 km/h
- 航続距離：8,850 km
- 最大運用高度：7,620 m

- 座席数：50-80席